# Donja Vinča
Donja Vinča es un pueblo de la municipalidad de Pale-Prača, en el cantón de Podrinje Bosnio, Bosnia y Herzegovina.

## Superficie
Posee una superficie de 0,29 kilómetros cuadrados.

## Demografía
Hasta 1991 la población era de 35 habitantes.